# Anaprostocetus keralicus
Anaprostocetus keralicus är en stekelart som beskrevs av T.C. Narendran och Girish Kumar 2005. Anaprostocetus keralicus ingår i släktet Anaprostocetus och familjen finglanssteklar. Inga underarter finns listade i Catalogue of Life.